# Sokołów
Sokołów [pronunciación en polaco: /sɔˈkɔwuf/] es un pueblo ubicado en el distrito administrativo de Gmina Bolimów, dentro del Distrito de Skierniewice, Voivodato de Łódź, en Polonia central. Se encuentra aproximadamente a 3 kilómetros al norte de Bolimów, a 17 kilómetros al norte de Skierniewice, y a 59 kilómetros al noreste de la capital regional Łódź.